# Blood, Sweat & Tears (album)
Blood, Sweat & Tears – trzeci studyjny album amerykańskiego rapera Ace Hooda. Został wydany 9 sierpnia 2011 roku. Rapera wspomogli Yo Gotti, Rick Ross, Lil Wayne, Chris Brown czy Busta Rhymes w wersji deluxe albumu. Pierwszym singlem był utwór "Hustle Hard", drugim "Go 'N' Get It". Ostatnim singlem promującym ten album został utwór "Body 2 Body" z udziałem Chrisa Browna. Podstawowa wersja płyty zawiera 12 utworów, natomiast poszerzona deluxe została wzbogacona o 5 piosenek. Kompozycja zadebiutowała na 8. miejscu notowania Billboard 200 ze sprzedażą 26.000 egzemplarzy w pierwszym tygodniu. Do 7 grudnia sprzedano 75.000 kopii.

## Lista utworów
1. "King of the Streets" (featuring T-Pain)
2. "Go 'N' Get It"
3. "Errrythang" (featuring Yo Gotti)
4. "Hustle Hard"
5. "Body 2 Body" (featuring Chris Brown)
6. "Memory Lane" (featuring Kevin Cossom)
7. "Letter to My Ex's"
8. "Beautiful" (featuring Kevin Cossom)
9. "Lord Knows"
10. "Bitter World"
11. "Spoke to My Momma"
12. "Hustle Hard" (Remix) (featuring Rick Ross & Lil Wayne)
13. "Walk It Like I Talk It"
14. "I Know"
15. "Tear Da Roof Off"
16. "Real Big"
17. "Go 'N' Get It" (Remix) (featuring Beanie Sigel, Busta Rhymes, Pusha T & Styles P) (iTunes Digital Only)